# Guy Roels
Guy Oscar Roels (Gent, 11 mei 1921 - Gent, 15 juni 1981) was een Belgisch kunstschilder en kunstfotograaf.

## Biografie
Aanvankelijk begon de jonge Guy Roels zich te bekwamen als ontwerper van verpakkingen, standenbouwer van onder meer Publiganda en etalagist van gerenommeerde zaken in Gent. Als beginnend kunstenaar ontmoette hij in café Het Trefpunt te Gent andere kunstenaars zoals Paul Van Gijseghem, Pierre Vlerick, Fons De Vogelaere e.a. waarmee hij bevriend werd. Vol inspiratie zocht hij op een veelzijdige manier om zich in de naoorlogse periode te ontplooien tot een gevierd kunstenaar. Hij nam in 1960 ook deel aan een grote overzichtstentoonstelling  in het Museum voor schone kunsten te Gent samen met andere bekende kunstenaars tijdens 'het 50ste nationaal salon voor schone kunsten'. Guy Roels vestigt zich in de Fleurusstraat 8 te Gent.
Van figuratieve kunst zoekt en evolueert Roels zich gaandeweg  meer naar een eigenzinnige abstracte vormgeving, mede bepaald door invloeden van het Kubisme en door de talrijke buitenlandse reizen die hij ondernam en waar hij onder meer in contact kwam en geïnspireerd werd door o.a. Ben Nicholson, Paul Klee. In Spanje ontmoette hij o.a. Alexander Rutsch die Roels zelfs portretteerde. In Frankrijk worden de abstracties kleurrijker van toon, en bouwt hij zijn werken meer en meer in (transparantere) lagen op waardoor de kleuren als de geometrisch abstracte vormen elkaar soms overlappen, dan weer in elkaar vloeien.
Buiten de schilderkunst heeft Roels nog twee grote passies die zijn leven duidelijk beheersen: de kunstfotografie en jazzmuziek. Ondanks zijn uitgesproken talent wat betreft de schilderkunst, begint Roels zich meer vrijer te voelen in de Free jazz scene in Gent rond de jaren zestig. Hij speelde tuba en mondharmonica en deelde verschillende keren het podium met o.a. onze Belgische jazzlegende Toots Thielemans. Ook publiceerde hij tegelijkertijd kunstfoto's in gerenommeerde buitenlandse fotomagazines zoals Photography Annual en U.S. Camera: Guy Roels was met zijn zwart-wit-impressies een voorloper, een schilder met kunstlicht ... Zijn grote voorbeeld is de bekende Franse fotograaf Henri Cartier-Bresson.
Roels overleed in 1981 aan de gevolgen van een hartinfarct in het UZ Gent. Hij liet een prachtige collectie kunstwerken achter die nu in privébezit zijn.